# José Luis Meilán
José Luis Meilán Gil (La Coruña, 6 de julio de 1933- La Coruña 26 de junio de 2018) fue un jurista y político español. Catedrático de Derecho Administrativo desde 1968. Fundador del Partido Gallego Independiente, presidente del Instituto de Reforma Agraria y Desarrollo, diputado de la Unión de Centro Democrático por la provincia de La Coruña en la legislatura constituyente de 1977 y en la primera legislatura de 1979. También ha sido rector de la Universidad de La Coruña.

## Biografía
Su padre poseía una librería en la coruñesa calle de San Andrés. Tras completar sus estudios en el Colegio Salesiano de La Coruña, realizó los estudios de Derecho en las Universidades de Santiago de Compostela, Zaragoza y Oviedo (1951-1956), licenciándose en esta última con premio extraordinario, y doctorándose en la Universidad de Santiago de Compostela. Tras completar sus estudios en la London School of Economics y en la Universidad de Bonn, fue profesor de Administración Económica en la Escuela Nacional de Administración Pública de Alcalá de Henares en 1956 y posteriormente en la Universidad de Madrid. 
En 1968 obtuvo la Cátedra de Derecho Administrativo en la Universidad de Santiago de Compostela. Fue Director Adjunto del Instituto de Estudios Administrativos de Alcalá de Henares, Asesor Nacional de Educación y miembro de la Junta Asesora de la Secretaría Técnica General de la Presidencia del Gobierno. Fue el secretario técnico general de la Presidencia del Gobierno con Luis Carrero Blanco en 1969 y fue elegido como abogado en Cortes en 1971 como representante de la familia. En 1990, fue nombrado rector de la Universidad de La Coruña en el primer mandato de Manuel Fraga en la Junta de Galicia. Era miembro numerario del Opus Dei. En los últimos años ha sido columnista del diario La Voz de Galicia.

### El Partido Gallego Independiente
Después de ocupar puestos importantes en la administración franquista, en agosto de 1976, fundó el Partido Gallego Independiente, junto  con otros profesores de la Universidad de Santiago de Compostela —como Pablo González Mariñas o Perfecto Yebra—, y varios empresarios como Claudio Sanmartín. Desde ese partido defendió una transición democrática contra el rupturismo impulsado por el nacionalismo de izquierdas y logró la plena autonomía política de Galicia. Compitió por hacerse con el espacio político de centro-derecha en la provincia de La Coruña donde también se encontraba el partido de la Reforma Democrática, de Manuel Fraga, que también se postulaba en favor de una política reformista para llegar a la democracia que existía en Europa Occidental, en las que había autonomías regionales con cierto poder autónomo.
En las primeras elecciones tras la aprobación de la Ley para la Reforma Política, integró a su partido dentro de la coalición UCD liderado por Adolfo Suárez, como lo hicieron otras fuerzas centro galleguistas como los centristas de Eulogio Gómez Franqueira. Esto contribuyó al éxito rotundo de esa fuerza en las elecciones del 15 de junio de 1977: UCD consiguió 20 de los 27 diputados que Galicia tenía en el Congreso.

### El logro de una autonomía para Galicia
Una vez conseguidos esos buenos resultados electorales, la acción política se concretó en estimular a la sociedad gallega, junto con otras fuerzas no rupturistas, para potenciar el sentimiento autonomista. La principal expresión autonomista se produjo el 4 de diciembre de 1977, con la convocatoria de una multitudinaria manifestación en favor de la autonomía política para Galicia.
Paralelamente, el Gobierno de Suárez procedió, a través del Real Decreto-Ley 7/1988 de 16 de marzo, a establecer un régimen de preautonomía para Galicia, un día antes de otorgarla también para Aragón, Valencia y las Islas Canarias. De esta manera se trató de subrayar el carácter de nacionalidad histórica de Galicia, que ya contaba con un estatuto de autonomía plebiscitado en 1936. Por ello, el 18 de abril de 1977 se constituía la Junta de Galicia preautonómica, donde Meilan Gil, que asumió la Consejería de Agricultura, colocó a uno de sus hombres Alejandrino Fernández Barreiro en la consejería de Educación y Cultura.
Como diputado en el Parlamento, Meilan defendió la disposición constitucional que permitía a las regiones que en el pasado habían realizado plebiscitos sobre su estatuto de autonomía lograr la autonomía por la vía rápida que estaba prevista constitucionalmente. Era la única fórmula que permitìa el acceso a Galicia en igualdad de condiciones con Cataluña y el País Vasco, ya que Galicia no llegó a tener un gobierno autónomo propio debido al golpe de Estado del 18 de julio de 1936. También se mostró partidario de incluir a las nacionalidades en el Artículo 2 de la Constitución. En ese momento sufrió el accidente en el aeropuerto de Lavacolla en 1978, cuando estaba embarcado en un DC-8.
En las elecciones del 1 de marzo de 1979, volvió a ser el número uno en la lista de UCD, donde esta fuerza política alcanzó en Galicia diecisiete escaños de los veintisiete posibles. Como miembro de la asamblea parlamentaria, participó activamente en la redacción del Estatuto de Autonomía. Aunque el texto del Estatuto de los Dieciséis no se recogió, se opuso a los intentos del ministro de la Presidencia, José Pedro Pérez-Llorca para recortar los poderes de Galicia y denominó a la disposición adicional tercera, propuesta por aquel para condicionar los poderes legislativos como "trasto inútil".
La Comisión Constitucional finalmente aprobó un proyecto que solo apoyó UCD. Frente a esto, La izquierda nacionalista confirmó la necesidad de una ruptura a través de las bases constitucionales. Por su parte Manuel Fraga anunció, el 20 de noviembre de 1979 que Alianza Popular no daría su consentimiento a ninguna discriminación para Galicia y el 24 de enero de 1980 formuló la "Declaración de Cambados", a través de la cual hizo un llamamiento a todos los partidos políticos para alcanzar un estatuto aceptado por la mayoría. Personajes influyentes como Domingo García-Sabell, Ramón Piñeiro, Eduardo Blanco Amor o Gerardo Fernández Albor, Isaac Díaz Pardo, Álvaro Cunqueiro, Xaquín Lorenzo, Antón Fraguas describieron en un manifiesto conjunto el Estatuto de UCD, como una "agresión política a Galicia". Teniendo en cuenta esto, Meilan Gil convocó a los miembros de UCD en La Coruña, en la denominada "Declaración de Bergondo" de 30 de marzo, donde aboga por la recuperación de un texto apropiado a la autonomía gallega.. Esto dio lugar al "Pacto del hostal" de 29 de septiembre de 1980 en el que intervinieron: UCD, PSOE, AP, PG, y el PCE que desbloqueó el proceso y permitió recuperar gran parte de los artículos iniciales.

### Fin de su carrera política
Tras la derrota de UCD, en las primeras elecciones autonómicas, Alianza Popular presentó al gallego Xerardo Fernández Albor, y Meilán Gil comenzó a preparar la recuperación del Partido Independiente de Galicia. Lo presentó el 10 de septiembre de 1982 y propuso una coalición con el Partido Galleguista, que este no aceptó. Su fracaso en las elecciones generales del 28 de octubre marcó la entrada del Partido Independiente de Galicia en una operación para formar Coalición Gallega como un partido mediante el entendimiento con Eulogio Gómez Franqueira y el Partido Galeguista de Xosé Henrique Rodríguez Peña. Tras el éxito en las elecciones municipales de mayo de 1983, la Coalición Galega fue presentada como partido el 27 de mayo. Meilán se retiró de la política activa para centrarse en la abogacía y en la docencia.

## Obras
- Escritos sobre la transición política española (1979). Madrid: Mayler. ISBN 84-7449-046-4
- El Estatuto Gallego. Por fin unha terra nosa (1980). Madrid: Ed.Latina. ISBN 84-85287-14-2
- O Dereito estatutario galego (1988), con Jaime Rodríguez Arana. Santiago: Parlamento de Galicia.
- La Ordenación jurídica de las autonomías (1988). Madrid: Tecnos ISBN 84-309-1627-X
- Galicia siempre (1990). A Coruña: Ediciós do Castro. ISBN 84-7492-467-7
- Estudios jurídicos sobre el Camino de Santiago (1994). Santiago de Compostela: Fundación Instituto Gallego de Estudios Autonómicos y Comunitarios. ISBN 84-604-9029-7
- La construcción del Estado de las autonomías. Un testimonio personal (2002). Santiago de Compostela: Fundación Caixa Galicia. ISBN 84-95491-52-4
- La génesis de la autonomía de Galicia (2005). Arteixo: La Voz de Galicia. ISBN 84-9757-223-8
- Problemas jurídico-administrativos planteados por el "Prestige" (2005). Cizur Menor (Navarra) : Thomson-Aranzadi. ISBN 84-9767-924-5
- Lecturas de clásicos del derecho administrativo (2012). Santiago de Compostela: ed. Andavira. ISBN 978-84-8408-673-4

## Premios y reconocimientos[4]
- Hijo predilecto de la Provincia de La Coruña
- Premio Fernández-Latorre de Periodismo
- Medalla de Oro de Galicia
- Gran Cruz del Mérito Civil
- Gran cruz de Alfonso X el Sabio
- Gran Cruz del Mérito Agrícola
- Gran Oficial de la Orden del Mérito de la República italiana